# Gobierno de José Ramón Rodil

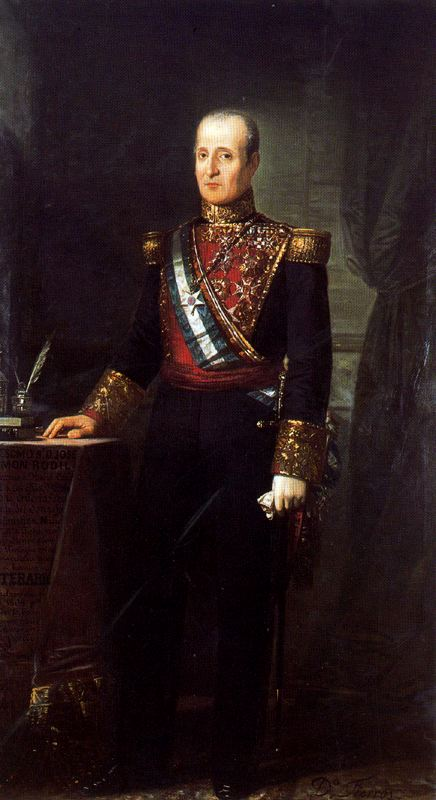
Retrato del general José Ramón Rodil.

## Historia
Tras la moción de censura que provocó la caída del gobierno de Antonio González y González, Espartero, tras ser rechazado por Salustiano de Olózaga para formar gobierno, se reunió con los presidentes del Congreso (Pedro de Acuña) y de Senado (Conde de Almodóvar) y les pidió que le dieran tres nombres de personas íntegras para ejercer el cargo, al día siguiente tomó el primer nombre de esta lista, el capitán general José Ramón Rodil y Gayoso y le encomendó formar gobierno.
El nuevo presidente tenía un gran prestigio dentro del ejército pero carecía de experiencia política. El Gobierno de Rodil continuó las medidas del precedente, acelerando el proceso de desamortización dirigido por el ministro Miguel Antonio de Zumalacárregui. Así mismo se consiguieron sacar adelante, con retraso, los presupuestos para el año 1842 (1 de agosto). Sin embargo, la oposición a Espartero, que se había acentuado con el Levantamiento de O'Donnell de 1841 a la cabeza de los moderados, seguía latente. Uno de los problemas más graves al que tuvo que hacer frente el gobierno fue la revuelta en Barcelona en 1842 como consecuencia de la política librecambista del gobierno.
La represión dirigida por Espartero desembocó en el bombardeo de Barcelona aumentando la animadversión hacia Espartero en muchos sectores de la sociedad española. La revuelta afectó a la vida política que se derivó en la clausura y posterior disolución de las Cortes (3 de enero de 1843) sin que se llegara a aprobar el presupuesto para el año 1843.
Las elecciones de marzo de 1843 dieron una amplia mayoría a los progresistas pero divididos en tres corrientes importantes: legales dirigidos por Cortina, los puros por López y los ayacuchos partidarios de Espartero. La hetereogenidad de las Cortes dificultó la labor del gobierno y Espartero intentando respetar la mayoría legislativa, forzó la dimisión del gobierno el 9 de mayo de 1843.
| Composición del Gobierno                               | |                     |                   |
| Cargo                                                  | Titular | Inicio              | Fin               |
| Presidente del Consejo de Ministros                    | José Ramón Rodil                                                                                             | 17 de junio de 1842 | 9 de mayo de 1843 |
| Ministro de Estado                                     | Ildefonso Díez de Rivera                                                                                     | 17 de junio de 1842 | 9 de mayo de 1843 |
| Ministro de Gracia y Justicia                          | Miguel Antonio de Zumalacárregui                                                                             | 17 de junio de 1842 | 9 de mayo de 1843 |
| Ministro de la Guerra                                  | José Ramón Rodil                                                                                             | 17 de junio de 1842 | 9 de mayo de 1843 |
| Ministro de la Guerra                                  | Dionisio Capaz Rendón (interino durante la ausencia del titular: 20 de noviembre de 1842-1 de enero de 1843) | 17 de junio de 1842 | 9 de mayo de 1843 |
| Ministro de Hacienda                                   | Ramón María Calatrava                                                                                        | 17 de junio de 1842 | 9 de mayo de 1843 |
| Ministro de la Gobernación de la Península             | Mariano Torres Solanot                                                                                       | 17 de junio de 1842 | 9 de mayo de 1843 |
| Ministro de Marina, Comercio y Gobernación de Ultramar | Dionisio Capaz Rendón                                                                                        | 17 de junio de 1842 | 9 de mayo de 1843 |

| Predecesor: II Gobierno de Antonio González y González | 17 de junio de 1842 - 9 de mayo de 1843 | Sucesor: I Gobierno de Joaquín María López |